# Vasenbrunnen (Weimar)
Der Vasenbrunnen in Weimar befand sich bis nach 1945 in der Gartenstraße, heute Abraham-Lincoln-Straße, am Straßenrand zwischen den Grundstücken 15 und 17. Er wurde von Carl Dornberger ca. 1859 geschaffen. An einem nach oben sich erweiternden rechteckigen Brunnenbecken war eine Brunnensäule mit einem fratzenartigen Wasserspeier angebracht. Der Brunnen war als Rad- oder Ventilbrunnen gestaltet. Die Ventileinrichtung diente dazu ständiges Plätschern insbesondere in den Nachtstunden zu verhindern, um den Anwohnern Ruhezeiten zu ermöglichen. Auf der Brunnensäule stand eine verzierte Deckelvase, die dem Brunnen ihren Namen gab. Der Vasenbrunnen ist weitgehend in Vergessenheit geraten. Im Weimar. Lexikon zur Stadtgeschichte ist er nur unter dem Begriff Brunnen kurz erwähnt.
Eine Wiederaufstellung ist vorgesehen, erfolgte jedoch bislang noch nicht.